# Bonneil
Bonneil ist eine französische Gemeinde  mit 376 Einwohnern (Stand: 1. Januar 2022) im Département Aisne in der Region Hauts-de-France. Sie gehört zum Arrondissement Château-Thierry, zum Kanton Essômes-sur-Marne und zum Gemeindeverband Région de Château-Thierry. Die Einwohner werden Bonneillats genannt.

## Geografie
Die Gemeinde Bonneil liegt an der Marne, etwa 41 Kilometer südlich von Soissons und etwa 76 Kilometer ostnordöstlich von Paris. Nachbargemeinden von Bonneil sind Essômes-sur-Marne im Westen und Norden, Azy-sur-Marne im Osten und Süden, Romeny-sur-Marne im Südwesten sowie Charly-sur-Marne im Westen (Berührungspunkt). 

## Bevölkerungsentwicklung
| Jahr                       | 1962 | 1968 | 1975 | 1982 | 1990 | 1999 | 2006 | 2012 | 2021 |
| Einwohner                  | 255  | 259  | 255  | 287  | 336  | 374  | 403  | 390  | 377  |
| Quellen: Cassini und INSEE |      |      |      |      |      |      |      |      |      |

## Sehenswürdigkeiten
- Kirche Notre-Dame aus dem 12. Jahrhundert, Umbauten aus dem 16. Jahrhundert, Monument historique

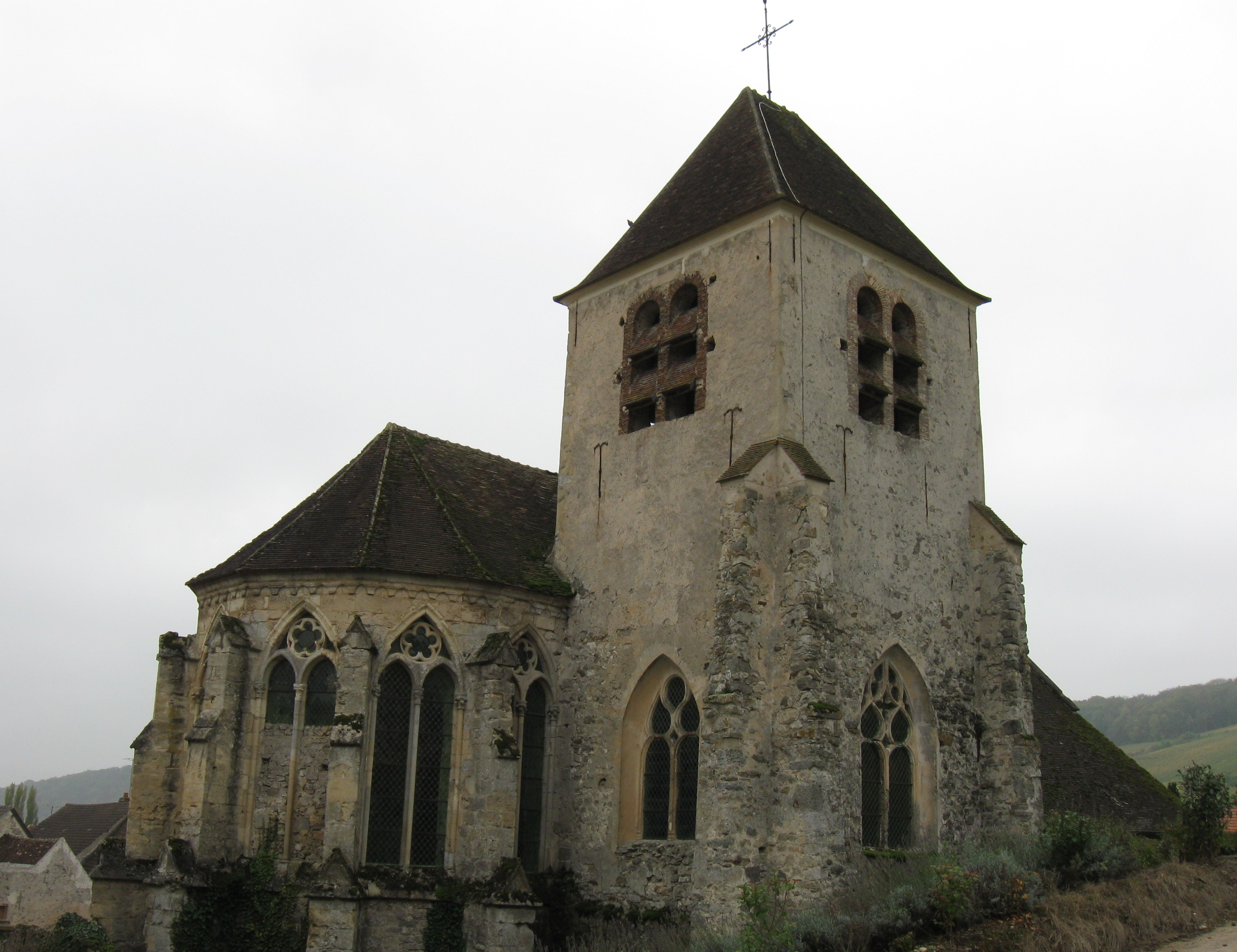
Kirche Notre-Dame